# Geografia społeczno-ekonomiczna i gospodarka przestrzenna
Geografia społeczno-ekonomiczna i gospodarka przestrzenna – dyscyplina nauki w dziedzinie nauk społecznych, obowiązująca od 1 października 2018 roku zgodnie z rozporządzeniem Ministra Nauki i Szkolnictwa Wyższego z dnia 20 września 2018 r. w sprawie dziedzin nauki i dyscyplin naukowych oraz dyscyplin artystycznych (Dz.U. z 2018 r. poz. 1818) zastąpionym przez rozporządzenie Ministra Edukacji i Nauki z dnia 11 października 2022 r. w sprawie dziedzin nauki i dyscyplin naukowych oraz dyscyplin artystycznych (Dz.U. z 2025 r. poz. 211).

## Przyczyny wydzielenia dyscypliny
Wśród przyczyn wydzielenia dyscypliny z geografii ogólnej było niezadowolenie doktorantów z zakresu geografii społeczno-ekonomicznej z konieczności uczęszczania na zajęcia z geologii czy glacjologii, kolejnym problemem wcześniejszego funkcjonowania katalogu dyscyplin były procedury uzyskiwania stopni i tytułów, gdzie pojawiało się zamieszanie wynikające z odrębności geografii społeczno-ekonomicznej.

## Historia kształtowania dyscypliny
Centralna Komisja ds. Stopni i Tytułów stanowiskiem swojej sekcji nauk ekonomicznych z 10 października 2017 roku podkreśliła istnienie argumentów za wydzieleniem nowej dyscypliny. To stanowisko zostało poparte miesiąc później (10 listopada 2017) przez Komitet Nauk Geograficznych PAN. Pod koniec tego samego roku Zespół Wykonawczy Unii na rzecz Rozwoju Kierunku Studiów Gospodarka Przestrzenna zwrócił się listem do ówczesnego ministra nauki i szkolnictwa wyższego Jarosława Gowina podkreślając potrzebę stworzenia odrębności gospodarki przestrzennej ze względu na długie doświadczenie w prowadzeniu tego kierunku studiów (25 lat). 2018 rok odznaczał się w dyskusji nad nowym podziałem dyscyplin naukowych dużą zmiennością w próbach przypisania zarówno geografii społeczno-ekonomicznej i gospodarki przestrzennej do różnych dyscplin. Ostatecznie Minister Nauki i Szkolnictwa Wyższego 30 września 2018 roku ogłosił rozporządzenie tworzące dyscyplinę geografia społeczno-ekonomiczna i gospodarka przestrzenna  w dziedzinie nauk społecznych.

## Efekty wydzielenia dyscypliny
Wśród pozytywnych efektów pojawienia się nowej dyscypliny można wymienić między innymi silniejsze instytucjonalne reprezentowanie naukowców w Radzie Doskonałości Naukowej. Z kolei wśród negatywnych można wymienić dezintegrację istniejących jednostek geograficznych czy utratę przez niektóre z nich możliwości nadawania stopni i tytułów.

## Ewaluacja
W wyniku przeprowadzonej ewaluacji nauki za lata 2017 - 2021, poszczególnym podmiotom w ramach, których ta dyscyplina jest realizowana, przyznano następujące kategorie:
| Podmiot                                                                                                  | kategoria |
| --- | --------- |
| Instytut Geografii i Przestrzennego Zagospodarowania im. Stanisława Leszczyckiego Polskiej Akademii Nauk | A         |
| Instytut Rozwoju Miast i Regionów                                                                        | B         |
| Uniwersytet Ekonomiczny w Krakowie                                                                       | B+        |
| Uniwersytet Gdański                                                                                      | B+        |
| Uniwersytet im. Adama Mickiewicza w Poznaniu                                                             | A         |
| Uniwersytet Jagielloński w Krakowie                                                                      | A         |
| Uniwersytet Jana Kochanowskiego w Kielcach                                                               | B         |
| Uniwersytet Łódzki                                                                                       | B+        |
| Uniwersytet Marii Curie-Skłodowskiej w Lublinie                                                          | B+        |
| Uniwersytet Mikołaja Kopernika w Toruniu                                                                 | B+        |
| Uniwersytet Komisji Edukacji Narodowej w Krakowie                                                        | B+        |
| Uniwersytet Przyrodniczy we Wrocławiu                                                                    | A         |
| Uniwersytet Szczeciński                                                                                  | B+        |
| Uniwersytet Śląski w Katowicach                                                                          | B+        |
| Uniwersytet Warmińsko-Mazurski w Olsztynie                                                               | A         |
| Uniwersytet Warszawski                                                                                   | A         |
| Uniwersytet Wrocławski                                                                                   | B+        |